# Starair
Starair (kod linii ICAO: BLY) – irlandzka linia lotnicza specjalizująca się w lotach dyspozycyjnych i biznesowych. Siedziba firmy mieści się w Dublinie.

## Flota
- 1 Bell 430
- 1 Challenger 604